# Santi Denia
Santiago "Santi" Denia Sánchez (Albacete, 9 de março de 1974) é um treinador ex-futebolista espanhol que atuava como zagueiro.

## Carreira
Denia representou a Seleção Espanhola de Futebol, nas Olimpíadas de 1996, ele marcou um gol no evento.